# 스위스 국제항공의 운항 노선
2024년 2월 기준으로, 아래는 스위스 국제항공의 취항지 목록이다.

## 운항 노선

### 아시아

#### 동아시아
- 대한민국
  - 서울 - 인천국제공항[2]
- 중화인민공화국
  - 상하이 - 상하이 푸둥 국제공항
- 홍콩
  - 홍콩 - 홍콩 국제공항
- 일본
  - 도쿄 - 나리타 국제공항

#### 동남아시아
- 싱가포르
  - 싱가포르 - 싱가포르 창이 국제공항
- 태국
  - 방콕 - 수완나품 국제공항

#### 남아시아
- 인도
  - 델리 - 인디라 간디 국제공항
  - 뭄바이 - 차트라파티 시바지 국제공항

#### 서남아시아
- 레바논
  - 베이루트 - 베이루트 국제공항
- 아랍에미리트
  - 두바이 - 두바이 국제공항
- 오만
  - 무스카트 - 무스카트 국제공항
- 이스라엘
  - 텔아비브 - 벤구리온 국제공항

### 아프리카

#### 남아프리카
- 남아프리카 공화국
  - 요하네스버그 - OR 탐보 국제공항
- 탄자니아
  - 다르에스살람 - 줄리어스 니에레레 국제공항

#### 동아프리카
- 케냐
  - 나이로비 - 조모 케냐타 국제공항

#### 북아프리카
- 모로코
  - 마라케시 - 마라케시 메나라 공항
- 알제리
  - 알제 - 우아리 부메디엔 공항
- 이집트
  - 카이로 - 카이로 국제공항

### 유럽

#### 서유럽
- 영국
  - 런던
    - 런던 히드로 국제공항
    - 런던 개트윅 국제공항
    - 런던 시티 공항

  - 맨체스터 - 맨체스터 공항
  - 버밍엄 - 버밍엄 공항
- 프랑스
  - 파리 - 파리 샤를 드 골 국제공항
  - 낭트 - 낭트 아틀랑티크 공항
  - 니스 - 니스 코트다쥐르 공항
  - 마르세유 - 마르세유 프로방스 공항
  - 보르도 - 보르도 메리냑 공항
  - 비아리츠 - 비아리츠 공항 계절편
- 독일
  - 베를린 - 베를린 브란덴부르크 공항
  - 뉘른베르크 - 뉘른베르크 공항
  - 뒤셀도르프 - 뒤셀도르프 국제공항
  - 드레스덴 - 드레스덴 공항
  - 뮌헨 - 뮌헨 국제공항
  - 브레멘 - 브레멘 공항
  - 슈투르가르트 - 슈투르가르트 공항
  - 질트 - 질트 공항 계절편
  - 프랑크푸르트 - 프랑크푸르트 국제공항
  - 하노버 - 하노버 공항
  - 함부르크 - 함부르크 공항
- 아일랜드
  - 더블린 - 더블린 공항
  - 코크 - 코크 공항 계절편
- 네덜란드
  - 암스테르담 - 암스테르담 스키폴 국제공항
  - 로테르담 - 로테르담 헤이그 공항[3]
- 룩셈부르크
  - 룩셈부르크 시티 - 룩셈부르크 핀델 국제공항
- 벨기에
  - 브뤼셀 - 브뤼셀 국제공항

#### 중유럽
- 스위스
  - 제네바 - 제네바 국제공항 포커스 시티
  - 취리히 - 취리히 국제공항 허브
- 오스트리아
  - 비엔나 - 비엔나 국제공항
  - 그라츠 - 그라츠 공항

#### 남유럽
- 그리스
  - 아테네 - 아테네 국제공항
  - 테살로니키 - 테살로니키 국제공항 계절편
- 북마케도니아
  - 스코페 - 스코페 국제공항
- 몰타
  - 몰타 - 몰타 국제공항 계절편
- 보스니아 헤르체고비나
  - 사라예보 - 사라예보 국제공항 계절편
- 세르비아
  - 베오그라드 - 베오그라드 니콜라 테슬라 국제공항
- 슬로바키아
  - 쾨시체 - 쾨시체 국제공항
- 슬로베니아
  - 류블라냐 - 류블라냐 국제공항
- 스페인
  - 마드리드 - 마드리드 바하라스 국제공항
  - 바르셀로나 - 바르셀로나 엘프라트 국제공항
  - 말라가 - 말라가 공항
  - 발렌시아 - 발렌시아 공항
  - 알리칸테 - 알리칸테 엘체 공항
  - 팔마데마요르카 - 팔마데마요르카 공항
- 이탈리아
  - 로마 - 레오나르도 다 빈치 국제공항
  - 나폴리 - 나폴리 국제공항
  - 밀라노 - 밀라노 말펜사 국제공항
  - 베니스 - 베니스 마르코 폴로 국제공항
  - 볼로냐 - 볼로냐 굴리엘모 마르코니 국제공항
  - 브린디시 - 브린디시 공항
  - 카타니아 - 카타니아 폰타나로사 공항 계절편
  - 팔레르모 - 팔코네 보르셀리노 공항 계절편
  - 플로렌스 - 플로렌스 페레톨라 공항
- 튀르키예
  - 이스탄불 - 이스탄불 아르나부코이 국제공항
- 포르투갈
  - 리스본 - 리스본 포르텔라 국제공항
  - 포르투 - 포르투 공항

#### 동유럽
- 러시아
  - 모스크바 - 도모데도보 국제공항
  - 상트페테르부르크 - 풀코보 국제공항
- 루마니아
  - 부쿠레슈티 - 헨리 코안더 국제공항
  - 클루지나포카 - 클루지나포카 국제공항
- 리투아니아
  - 빌뉴스 - 빌뉴스 공항
- 불가리아
  - 소피아 - 소피아 국제공항
- 에스토니아
  - 탈린 - 탈린 공항
- 체코
  - 프라하 - 프라하 바츨라프 하벨 국제공항
- 코소보
  - 프리슈티나 - 프리슈티나 국제공항
- 폴란드
  - 바르샤바 - 바르샤바 쇼팽 국제공항
  - 그단스크 - 그단스크 레흐 바웬사 국제공항
  - 브로츨라프 - 브로츨라프 코페르니쿠스 국제공항
  - 크라우프 - 크라우프 발리체 국제공항
- 헝가리
  - 부다페스트 - 부다페스트 페리 헤지 국제공항

#### 북유럽
- 노르웨이
  - 오슬로 - 오슬로 가르데르모엔 국제공항
- 덴마크
  - 코펜하겐 - 코펜하겐 카스트럽 국제공항
  - 빌룬드 - 빌룬드 공항
- 스웨덴
  - 스톡홀름 - 스톡홀름 알란다 국제공항
  - 예테보리 - 예테보리 란드베터 공항
- 핀란드
  - 키틸라 - 키틸라 공항 계절편

### 아메리카

#### 북아메리카
- 미국
  - 워싱턴 DC - 워싱턴 덜레스 국제공항
  - 뉴욕 - 존 F. 케네디 국제공항
  - 뉴어크 - 뉴어크 리버티 국제공항
  - 로스앤젤레스 - 로스앤젤레스 국제공항
  - 마이애미 - 마이애미 국제공항
  - 보스턴 - 보스턴 로건 국제공항
  - 샌프란시스코 - 샌프란시스코 국제공항
  - 시카고 - 시카고 오헤어 국제공항
- 캐나다
  - 몬트리올 - 몬트리올 피에르 엘리오트 트뤼도 국제공항
  - 토론토 - 토론토 피어슨 국제공항[4]

#### 남아메리카
- 브라질
  - 상파울루 - 상파울루 구아룰류스 국제공항

## 단항 노선

### 아시아

#### 동아시아
- 중화인민공화국
  - 베이징 - 베이징 수도 국제공항
- 일본
  - 오사카 - 간사이 국제공항
- 중화민국
  - 타이베이 - 타이완 타오위안 국제공항

#### 동남아시아
- 베트남
  - 호치민 시 - 떤선녓 국제공항
- 인도네시아
  - 자카르타 - 수카르노 하타 국제공항
- 필리핀
  - 마닐라 - 니노이 아키노 국제공항
  - 세부 - 막탄 세부 국제공항

#### 서남아시아
- 사우디아라비아
  - 리야드 - 킹 칼리드 국제공항
  - 제다 - 킹 압둘아지즈 국제공항
- 아랍에미리트
  - 아부다비 - 아부다비 국제공항
- 이란
  - 테헤란 - 테헤란 이맘 호메이니 국제공항
- 파키스탄
  - 카라치 - 진나 국제공항

#### 중앙아시아
- 아르메니아
  - 예레반 - 츠바로츠노트 국제공항

### 아프리카

#### 서아프리카
- 가나
  - 아크라 - 코토카 국제공항
- 가봉
  - 리브르빌 - 리브르빌 국제공항
- 나이지리아
  - 라고스 - 무르탈라 모하메드 국제공항
- 기니
  - 말라보 - 말라보 국제공항
- 카메룬
  - 두알라 - 두알라 국제공항
  - 야운데 - 은시말렌 국제공항

#### 북아프리카
- 리비아
  - 트리폴리 - 트리폴리 국제공항
  - 벵가지 - 벵가지 국제공항
- 모로코
  - 카사블랑카 - 모하메드 V 국제공항
- 튀니지
  - 튀니스 - 튀니스 카르타고 국제공항

### 유럽

#### 서유럽
- 프랑스
  - 리옹 - 생텍쥐페리 국제공항
  - 뮐루즈 - 유로 에어포트
  - 툴루즈 - 툴루즈 블라냑 공항
- 독일
  - 베를린 - 베를린 테겔 국제공항
  - 라이프치히 - 라이프치히 할레 공항
  - 프라이부르크 - 유로 에어포트
  - 헤링스도르프 - 헤링스도르프 공항

#### 중유럽
- 스위스
  - 루가노 - 루가노 공항
  - 바젤 - 유로 에어포트

#### 남유럽
- 스페인
  - 빌바오 - 빌바오 공항
  - 산티아고데콤포스텔라 - 산티아고데콤포스텔라 공항 계절편
- 알바니아
  - 티라나 - 티라나 국제공항
- 이탈리아
  - 바리 - 바리 카롤 보이티와 공항 계절편
  - 제노아 - 제노아 공항
  - 토리노 - 토리노 카셀레 공항
- 튀르키예
  - 이스탄불 - 아타튀르크 국제공항

#### 동유럽
- 라트비아
  - 리가 - 리가 국제공항
- 불가리아
  - 소피아 - 소피아 국제공항
- 세르비아
  - 니시 - 니시 콘스탄틴 공항
- 우크라이나
  - 키이우 - 보리스필 국제공항
- 크로아티아
  - 자그레브 - 자그레브 국제공항
  - 풀라 - 풀라 공항 계절편

#### 북유럽
- 노르웨이
  - 베르겐 - 베르겐 플레스랜드 공항
- 핀란드
  - 헬싱키 - 헬싱키 반타 국제공항

### 아메리카

#### 북아메리카
- 미국
  - 미니애폴리스 - 미니애폴리스 세인트폴 국제공항
  - 시애틀 - 시애틀 타코마 국제공항
  - 신시내티 - 신시내티 노던켄터키 국제공항
  - 애틀랜타 - 하츠필드 잭슨 애틀랜타 국제공항

#### 남아메리카
- 베네수엘라
  - 카라카스 - 시몬 볼리바르 국제공항
- 브라질
  - 리우데자네이루 - 리우데자네이루 갈레앙 국제공항
  - 캄피나스 - 비라코푸스 캄피나스 국제공항
- 아르헨티나
  - 부에노스아이레스 - 미니스토로 피스타리니 국제공항
- 칠레
  - 산티아고 - 아르투로 메리노 베니테스 국제공항